# 吳元珪
吴元珪（1251年—1323年），字君璋，元朝广平（今河北广平县）人。
元世祖至元十四年（1277年）被忽必烈召见，担任后卫经历，擢升为枢密都事。灭南宋后，参与裁定官属、均俸禄、给医药、设学校、置屯田。至元二十六年（1289年），参议枢密院事，建议立武卫，专掌缮理宫城。升枢密院判官。至元二十八年（1291年），担任礼部侍郎、左司郎中。至元三十一年（1294年），参议中书省事。元成宗大德元年（1297年）担任吏部尚书，谢绝他人请谒。大德三年（1299年），担任工部尚书，大德六年（1302年），担任江浙行省参知政事。元武宗即位，任枢密副使，议政于中书，所建言切合于世务，特加平章政事。元仁宗时，出任江浙行省左丞、甘肃行省左丞，再任枢密副使。至治元年（1321年）他与帖木儿不花奏上军民之政十余事。元英宗即降旨施行。后以年老致仕。至治二年（1322年）拜住当政，吴元珪与王约等商议中书省事。至治三年（1322年），去世。追封赵国公，谥忠简。